# Stapar
Stapar är en bergstopp i republiken Island. Den ligger i regionen Norðurland eystra, 230 km nordost om huvudstaden Reykjavík. Toppen på Stapar är 1 397 meter över havet.
Trakten runt Stapar är nära nog obefolkad, med mindre än två invånare per kvadratkilometer. Det finns inga samhällen i närheten. Trakten runt Stapar består i huvudsak av gräsmarker.